# Grateful (DJ Khaled)
Grateful è il decimo album in studio del produttore e musicista hip hop statunitense DJ Khaled, pubblicato il 23 giugno 2017.

## Tracce

### Disco 1
1. (Intro) I'm So Grateful (featuring Sizzla) – 4:58
2. Shining (featuring Beyoncé & Jay Z) – 4:44
3. To the Max (featuring Drake) – 3:13
4. Wild Thoughts (featuring Rihanna & Bryson Tiller) – 3:24
5. I'm the One (featuring Justin Bieber, Quavo, Chance the Rapper & Lil Wayne) – 4:48
6. On Everything (featuring Travis Scott, Rick Ross & Big Sean) – 3:53
7. It's Secured (featuring Nas & Travis Scott) – 3:39
8. Interlude (Hallelujah) (interpretato da Betty Wright) – 0:52
9. Nobody (featuring Alicia Keys & Nicki Minaj) – 4:31
10. I Love You So Much (featuring Chance the Rapper) – 4:50
11. Don't Quit (con Calvin Harris featuring Travis Scott &
 Jeremih) – 3:49

### Disco 2
1. I Can't Even Lie (featuring Future & Nicki Minaj) – 4:01
2. Down for Life (featuring PartyNextDoor, Future, Travis Scott, Rick Ross & Kodak Black) – 5:00
3. Major Bag Alert (featuring Migos) – 4:57
4. Good Man (featuring Pusha T & Jadakiss) – 3:38
5. Billy Ocean (featuring Fat Joe & Raekwon) – 3:11
6. Pull a Caper (featuring Kodak Black, Gucci Mane & Rick Ross) – 4:06
7. That Range Rover Came with Steps (featuring Future & Yo Gotti) – 4:16
8. Iced Out My Arms (featuring Future, Migos, 21 Savage &
 T.I.) – 4:35
9. Whatever (featuring Future, Young Thug, Rick Ross &
 2 Chainz) – 4:59
10. Interlude (interpretato da Belly) – 2:18
11. Unchanging Love (interpretato da Mavado) – 3:27
12. Asahd Talk (Thank You Asahd) – 0:16